# 860'erne
Århundreder: 8. århundrede – 9. århundrede – 10. århundrede
Årtier: 810'erne 820'erne 830'erne 840'erne 850'erne – 860'erne – 870'erne 880'erne 890'erne 900'erne 910'erne
År: 860 861 862 863 864 865 866 867 868 869